# Mark Birch
Mark Birch (Kidderminster, 1969) is een gewezen Britse gitarist, die in de periode 1997 tot en met 2001 deel uitmaakte van Wishbone Ash.
Birch speelde al vanaf zijn vijftiende in het clubcircuit met Neville MacDonald van Skin, toen Bob Skeat hem onder de aandacht bracht van Andy Powell, leider van Wishbone Ash. Birch solliciteerde via een e-mail. Zijn eerste album met Ash werd niet goed ontvangen bij de fans van Ash; het bevatte rock vermalen met techno. Met Bare bones als eerste studioalbum met weer echte, zij het akoestische, rock waren de fans weer gerustgesteld, de techno was verleden tijd.
In 2001 stopte Birch als muzikant; hij stapte de computerzakenwereld in. 

## Discografie
- Psychic terrorism
- Bare bone